# Frank Morris
Frank Lee Morris (Washington, 1º settembre 1926 – 2005, morte presunta) è stato un criminale statunitense, famoso per essere evaso dalla prigione di Alcatraz l'11 giugno 1962, giorno in cui se ne persero le tracce.

## Biografia

### I primi anni
Frank Morris nacque a Washington e, rimasto orfano all'età di 11 anni, passò la maggior parte dei suoi primi anni come figlio adottivo presso diverse famiglie. All'età di 13 anni fu accusato di furti presso vari negozi e successivamente fu arrestato con diverse accuse, quali possesso di narcotici e rapine a mano armata. Arrivando all'età adulta, Morris cominciò ad essere spostato di penitenziario in penitenziario (riuscì ad evadere da 8 carceri diversi). Viene in particolare ricordata la sua penultima fuga, quella dal penitenziario di Atlanta, ma in quell'occasione fu scoperto e di conseguenza fu trasferito ad Alcatraz.

### Alcatraz
Il 20 gennaio 1960, Morris fu mandato ad Alcatraz, diventando  prigioniero n. AZ1441. Presumibilmente, Morris cominciò a progettare un nuovo piano di fuga (non si sa precisamente se il piano lo abbia ideato lo stesso Morris o il suo compagno Allen West) durante il primo anno di permanenza ad Alcatraz; in quest'occasione, oltre a West, parteciparono ai piani d'evasione altri due prigionieri ed amici, che Morris già aveva conosciuto ad Atlanta: i fratelli John e Clarence Anglin. Il tentativo di fuga fu abbastanza semplice. Per due anni, Morris, West e gli Anglin rubarono dalla prigione diverso materiale per costruirsi una zattera, in modo da attraversare la Baia di San Francisco, e costruendo teste finte di cartapesta a loro simili e sistemate sui cuscini delle loro brande, per far credere alle guardie che stessero dormendo. Usarono, inoltre, manici di cucchiai per allargare i condotti di ventilazione delle rispettive celle da dove poi sarebbero scappati. Da maggio 1962 cominciarono a scavare attraverso le condotte nel muro delle celle, lavorando a turni, con le guardie di custodia ignare del loro piano.

### La fuga
Nella notte dell'11 giugno 1962 il piano venne realizzato. Il gruppo, ad eccezione di West, scappò dai fori nella parete, entrando nel corridoio; i tre procedettero prima sopra il tetto, per poi scendere verso la baia, dove salirono sulla zattera da loro costruita, che scomparve nella notte.
La mattina seguente gli agenti ritrovarono le teste finte nelle brande dei prigionieri e fu dato l'allarme. L'FBI condusse una delle più grandi cacce all'uomo nella storia; furono ritrovati solo alcuni resti della zattera e dei salvagenti sulla spiaggia di Angel Island, oltre ad una borsetta impermeabile che conteneva oggetti personali di Clarence Anglin.
Il 31 dicembre 1979, dopo 17 anni di indagini, l'FBI dichiarò ufficialmente chiuso il caso, non essendo emersa alcuna credibile prova che i tre uomini fossero ancora vivi; comunque, nell'eventualità che così non fosse, passò le indagini alla Polizia Federale.
Se fosse attendibile una lettera scritta presumibilmente da John Anglin nel 2013, Morris sarebbe morto nell'ottobre 2005 e sepolto con un nome falso. I nipoti Anglin mostrarono poi in un'intervista una foto dei fratelli John e Clarence Anglin in Brasile risalente al 1975 e gli esperti ne hanno confermato l'autenticità.

## Nella cultura popolare
- Il romanzo Escape from Alcatraz di J. Campbell Bruce del 1963 documenta la fuga del 1962, insieme ad altri tentativi di fuga nel corso dei 29 anni in cui l'isola di Alcatraz è stata una prigione.
- Nel film Fuga da Alcatraz di Don Siegel del 1979, che rappresenta l'evasione del 1962, Frank Morris è interpretato da Clint Eastwood.
- Nel film televisivo a due episodi del 1980 Alcatraz: The Whole Shocking Story, Ed Lauter interpreta Morris.
- Terrore ad Alcatraz, film del 1987, vede Morris tornare ad Alcatraz decenni dopo la sua fuga per cercare nella sua vecchia cella una mappa per una chiave. Nel film è interpretato da Aldo Ray.
- Nella seconda stagione di Loki si scopre che Casey, uno dei protagonisti che lavora alla Time Variance Authority, è una variante alternativa di Frank Morris a cui è stata cancellata la memoria. Quando Loki subisce uno "sbalzo temporale" incontra Casey come Frank Morris mentre è in procinto di evadere da Alcatraz insieme a Clarence e John Anglin. In questa versione, Morris è interpretato da Eugene Cordero.